# محمد فرخی یزدی
میرزا محمد فرخی یزدی ملقب به تاج الشعرا (۱۲۶۸ خورشیدی – ۲۵ مهر ۱۳۱۸) شاعر و روزنامه‌نگار آزادی‌خواه و دموکرات صدر مشروطیت، سردبیر نشریات حزب کمونیست ایران از جمله روزنامه طوفان و همچنین نماینده مردم یزد در دوره هفتم مجلس شورای ملی بود.

## زندگی

### خانواده و تحصیلات
پدرش محمدابراهیم سمسار یزدی بود. برادری به نام عبدالغفور داشت که یازده سال از وی بزرگ‌تر بود. فرخی علوم مقدماتی را در یزد فراگرفت. قدری در مکتب‌خانه و مدتی در مدرسه مرسلین انگلیسی یزد تحصیل کرد. فرخی تا حدود ۱۶ سالگی درس خواند و فارسی و مقدمات عربی را نیک آموخت. او در حدود ۱۵ سالگی، و به دلیل اشعاری که علیه مدرسان و مدیران مدرسه یزد می‌سرود، از مدرسه اخراج شد.
| هرگز دلم برای کم و بیش غم نداشت        |  | آری نداشت غم که غم بیش و کم نداشت |
| در دفتر زمانه فتد نامش از قلم          |  | هر ملتی که مردم صاحب قلم نداشت    |
| در پیشگاه اهل خرد نیست محترم           |  | هر کس که فکر جامعه را محترم نداشت |
| باآنکه جیب و جام من از مال و می تهی ست |  | ما را فراغتی ست که جمشید جم نداشت |
| انصاف و عدل داشت موافق بسی ولی         |  | چون فرخی موافق ثابت قدم نداشت     |

### اشعار
فرخی شاعری را از کودکی آغاز کرد و فرخی خود معتقد بود که طبع شعرش برخاسته از مطالعه اشعار سعدی به خصوص رباعی زیر است:
| گر در همه شهر، یک سر نیشتر است |  | در پای کسی رَوَد که درویش‌تر است   |
| با این همه راستی که میزان دارد |  | میل از طرفی کند که آن بیشتر است |

شعر فرخی از میان شعرای متقدم، بیش از همه از مسعود سعد سلمان متأثر است. او علاوه بر اشعار سیاسی، در سرودن غزلیات عاشقانه نیز تبحر داشته است:
| شب چو در بستم و مست از می نابش کردم |  | ماه اگر حلقه به در کوفت جوابش کردم  |
| دیدی آن تُرک ختا دشمن جان بود مرا    |  | گرچه عمری به خطا دوست خطابش کردم    |
| منزل مردم بیگانه چو شد خانه چشم     |  | آنقدر گریه نمودم که خرابش کردم      |
| شرح داغ دل پروانه چو گفتم با شمع    |  | آتشی در دلش افکندم و آبش کردم       |
| غرق خون بود و نمی‌مرد ز حسرت فرهاد   |  | خواندم افسانه شیرین و به خوابش کردم |
| دل که خونابه غم بود و جگرگوشه درد   |  | بر سر آتش جور تو کبابش کردم         |
| زندگی کردن من مردن تدریجی بود       |  | آنچه جان کَند تنم، عمر حسابش کردم    |

سروده فوق مورد استقبال همه شعرای پارسی زبان واقع شد؛ مخصوصاً شعرای بزرگ افغانستان مانند قاری عبدالله خان و امیر عمرخان.
حسین مکی در مقدمه دیوان فرخی در ادامه اضافه می‌کند:
«مقام فرخی در غزل‌سرایی [را باید] دریابند. نه تنها مرگ وی را یکی از ضربات سهمگین بر پیکر دلفریب ادب و درشت سیلی بر چهره زیبای سخن دانند بلکه فقدان المناک ادبی جبران‌ناپذیر به‌شمار آرند، زیرا این قبیل اشخاص در هر عصری خود به خود پیدا نمی‌شوند و قرن‌ها می‌گذرد تا چنین افرادی پا به عرصه ظهور گذارند».
این شعر نیز از اوست:
| آن زمان که بنهادم سر به پای آزادی |  | دست خود زجان شستم از برای آزادی |

شعر کامل

### آغاز مبارزه در یزد
فرخی از هواداران جدی و حقیقی حزب دموکرات در شهر یزد بود. وی در غزلی آزادی را چنین می‌ستاید:
| قسم به عزت و قدر و مقام آزادی     |  | که روح‌بخش جهان است نام آزادی      |
| به پیش اهل جهان محترم بُوَد آن‌کس    |  | که داشت از دل و جان، احترام آزادی |
| چگونه پای‌گذاری به صِرف دعوت شیخ    |  | به مسلکی که ندارد مرام آزادی      |
| هزار بار بُوَد به ز صبح استبداد     |  | برای دسته پابسته شام آزادی        |
| به روزگار، قیامت به پا شود آن روز |  | کنند رنج‌بران چون قیام آزادی       |
| اگر خدای به من فرصتی دهد یک روز   |  | کِشم ز مرتجعین انتقام آزادی        |
| ز بند بندگی خواجه کی شوی آزاد     |  | چو «فرخی» نشوی گر غلام آزادی      |

در نوروز سال۱۲۹۷ ش، فرخی برخلاف سایر شعرای شهر که معمولاً قصیده‌ای در مدح حاکم و حکومت وقت می‌ساختند شعری در قالب مسمط ساخت و در مجمع آزادیخواهان یزد خواند. در پایان این مسمط ضمن بازخوانی تاریخ ایران، خطاب به ضیغم‌الدوله قشقایی حاکم یزد چنین گفت:
| خود تو می‌دانی نی ام از شاعران چاپلوس |  | کز برای سیم بنمایم کسی را پای‌بوس    |
| لیک گویم گر به قانون مجری قانون شوی  |  | بهمن و کیخسرو و جمشید و افریدون شوی |

به همین دلیل حاکم یزد دستور داد دهانش را با نخ و سوزن دوختند و به زندانش افکندند. تحصن مردم یزد در تلگرافخانه شهر و اعتراض به این امر موجب استیضاح وزیر کشور وقت از طرف مجلس شد؛ ولی وزیر کشور به‌کلی منکر وقوع چنین واقعه‌ای شد. دو ماه بعد فرخی از زندان یزد فرار کرد و شعر زیر را با زغال بر دیوار زندان نگاشت:
| به زندان نگردد اگر عمر طی  |  | من و ضیغم‌الدوله و ملک ری |
| به آزادی ار شد مرا بخت یار |  | برآرم از آن بختیاری دمار |

فرخی دربارهٔ دوخته شدن لبانش سروده است:
| شرح این قصه شنو از دو لب دوخته‌ام |  | تا بسوزد دلت از بهر دل سوخته‌ام |

### مبارزه در تهران
میرزا محمد فرخی یزدی در اواخر سال ۱۲۹۸ خورشیدی به تهران سفر کرد و در آنجا مقالات و اشعار مهیجی را دربارهٔ آزادی در روزنامه‌ها به نشر سپرد. وی در جریان جنگ جهانی اول، رهسپار بغداد و کربلا شد، در آنجا تحت پیگرد انگلیسی‌ها قرار گرفت. وی هنگامی که به‌طور ناشناس عزم ورود به ایران از طریق موصل را داشت به دست سربازان روسیه مورد سوء قصد قرار گرفت. در دوران نخست‌وزیری وثوق‌الدوله با قرارداد ۱۹۱۹ مخالفت کرد و به همین سبب مدت‌ها در زندان شهربانی محبوس شد. با وقوع کودتای سوم اسفند، همراه با بقیه آزادیخواهان باز هم مدتی را در باغ سردار اعتماد زندانی شد.
او در شهریور ۱۳۰۰ خورشیدی در نقد قرارداد ۱۹۱۹ خطاب به لرد کرزن سیاستمدار انگلیسی می‌سراید:
| لرد کرزن عصبانی شده است      |  | داخل مرثیه خوانی شده است |
| ما بزرگی به حقارت ندهیم      |  | گوش بر حکم سفارت ندهیم   |
| ... آخر ای لرد ز ما دست بدار |  | کشور جم نشود استعمار     |
| بهر دلسوزی ما اشک مبار       |  | تا نگویند ز الغای قرار   |

### روزنامه‌نگاری
فرخی در سال ۱۳۰۰ ش در تهران روزنامه طوفان را منتشر ساخت.
بنا به افشاگری ژرژ آقابکوف جاسوس شوروی در ایران، فرخی به دلیل تشویق یکی از کارمندان سفارت روسیه که صمیمیت زیادی با او داشت مقالاتی در تمجید وستایش از تشکیلات شوروی در ایران به چاپ رساند.
| کینه دشمن مرا گفتی چرا در سینه نیست |  | بس که مهر دوست آنجا هست جای کینه نیست   |
| نقد جان را رایگان در راه آزادی دهیم |  | گر به جیب و کیسه ما مفلسان نقدینه نیست  |
| خوب و بد را صفحه طوفان نماید منعکس  |  | زانکه این لوح درخشان کمتر از آیینه نیست |

طوفان در طول مدت انتشار بیش از پانزده مرتبه توقیف و باز منتشر شده است. گاه نیز به سبب زندانی شدن فرخی، انتشار روزنامه دچار وقفه شده است. در مواقعی که روزنامه طوفان توقیف می‌شد، فرخی با در دست داشتن مجوز و امتیاز سایر روزنامه‌ها همچون پیکار، قیام، طلیعه، آیینه افکار و ستاره شرق مقالات و اشعار خود را منتشر می‌نمود. فرخی دربارهٔ توقیف‌های مکرر روزنامه‌هایش سروده:
| هر خامه نکرد ناکسان را توصیف |  | هر نامه نکرد خائنان را تعریف   |
| آن خامه ز پافشاری ظلم شکست   |  | آن نامه به دست ظالمان شد توقیف |

غزلی از او دربارهٔ وضعیت سیاسی حاکم در زمان رضاشاه سروده است:
| هر که شد خام، به صد شعبده خوابش کردند |  | هر که در خواب نشد خانه خرابش کردند |
| بازیِ اهلِ سیاست که فریب است و دروغ     |  | خدمتِ خلقِ ستمدیده خطابش کردند       |
| اولِ کار بسی وعدهٔ شیرین دادند          |  | آخرش تلخ شد و نقشِ بر آبش کردند     |
| آنچه گفتند شود سرکهٔ نیکو و حلال       |  | در نهانخانهٔ تزویر، شرابش کردند     |
| پشتِ دیوار خری داغ نمودند و به ما      |  | وصفِ آن طعمِ دل انگیزِ کبابش کردند    |
| سال‌ها هرچه که رِشتیم به امّید و هوس     |  | بر سرِ دارِ مجازات، طنابش کردند      |
| گفته بودند که سازیم وطن همچو بهشت     |  | دوزخی پر ز بلایا و عذابش کردند     |
| زِ که نالیم که شد غفلت و نادانیِ ما     |  | آنچه سرمایهٔ ایجادِ سرابش کردند      |
| لب فروبسته ز دردیم و پشیمانی و غم     |  | گرچه خرسندی و تسلیم حسابش کردند… ! |

### نمایندگی مجلس
در سال ۱۳۰۷ ش فرخی یزدی به عنوان نماینده مجلس شورای ملی در دوره هفتم قانون‌گذاری، از طرف مردم یزد انتخاب شد و به همراه محمود رضا طلوع، جناح اقلیت را تشکیل دادند. با توجه به اینکه همه دیگر وکلا حامی دولت رضاشاه بودند، فرخی مرتباً از سایر وکلا ناسزا می‌شنید و حتی یک بار حیدری، نماینده مهاباد او را آماج ضرب و شتم کرد. از آن پس با اظهار اینکه حتی در کانون عدل و داد نیز امنیت جانی ندارد، ساکن مجلس شد و پس از چند شب، مخفیانه از تهران فرار کرد.

### زندان
وی از طریق شوروی به آلمان رفت و مدتی در نشریه‌ای به نام «پیکار» که صاحب‌امتیاز آن غیرایرانی بود، افکار انقلابی خود را منتشر ساخت. در ملاقاتی با عبدالحسین تیمورتاش فریب وعده او را خورد و از طریق ترکیه و بغداد به تهران بازگشت و بلافاصله تحت نظر قرار گرفت. اندکی بعد به بهانه بدهی به یک کاغذ فروش ابتدا به زندان ثبت و سپس به زندان شهربانی افتاد. هم‌زمان پرونده‌ای با اتهام «اسائه ادب به مقام سلطنت» برای وی تشکیل شد. ابتدا به ۲۷ ماه و پس از تجدید نظر به سی ماه زندان محکوم شد و به زندان قصر منتقل شد.

## درگذشت
بنا به اظهار دادستان محاکمه عمال شهربانی، فرخی در بیمارستان زندان، به وسیله تزریق آمپول هوا توسط پزشک احمدی کشته شد، اگرچه گواهی رئیس زندان حاکی از فوت فرخی بر اثر ابتلا به مالاریا و نفریت است. مدفن فرخی نامعلوم بوده، ولی احتمالاً در گورستان مسگرآباد به‌طور ناشناس دفن شده است.
احمد کسروی وکیل تسخیری پزشک احمدی بود و در دادگاه از او دفاع کرد. کسروی با استناد به مدارک و ارائهٔ آن‌ها به دادگاه، خواستار تبرئهٔ احمدی شد. متن دفاعیات احمد کسروی از سرپاس مختاری و احمد احمدی (پزشک) نخست در نشریهٔ پرچم (۱۳۲۱–۱۳۲۲) و در دورهٔ معاصر، در کتابی مستقل (دفاعیات احمد کسروی از سرپاس مختاری و پزشک احمدی؛ انتشارات خاوران: پاریس، پاییز ۱۳۸۳) منتشر شد. در بارهٔ مرگ فرخی یزدی، کسروی در همین کتاب مشخصاً ذکر می‌کند:
«تعجب می‌کنم که فرخی، به حکایت پرونده، چند مرض مهلکی از نفریت و مالاریای مزمن و مانند اینها داشته و چون مرده، طبیب قانونی مرگ او را عادی دانسته و جواز دفن صادر کرده، با این حال اصرار می‌کنند که او را کشته‌شده با دست احمدی وانمایند و به تکلفات باورنکردنی می‌پردازند!» (ص ۱۲۱).

## سلول فرخی یزدی

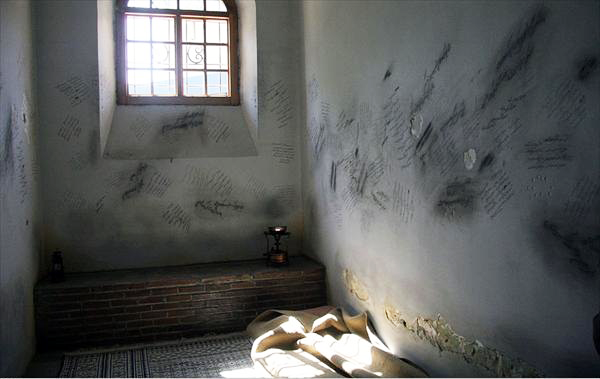
سلول فرخی یزدی در زندان قصر، بعد از مرمت

بنابر اظهارات علی اصغر مونسان مدیر عامل شرکت توسعه فضاهای فرهنگی شهر تهران در زمان مرمت زندان قصر به سلولی برخوردند که بر دیوارهایش اشعار فرخی یزدی نقش بسته بوده و با توجه به این موضوع اتاق مذکور را به عنوان سلول فرخی یزدی شناسایی کرده و تنها آن را مرمت و بازسازی کرده در معرض بازدید عموم قرار داده‌اند.
البته جای آن دارد که متخصصان فن صحت این مطلب را به شکل دقیق تری مورد بررسی قرار دهند.
شعر کامل
| سوگواران را مجال بازدید و دید نیست   |  | بازگرد ای عید از زندان که ما را عید نیست |
| عید نوروزی که از بیداد ضحاکی عزاست   |  | هرکه شادی می‌کند از دوده جمشید نیست       |
| بی گناهی گر به زندان مُرد با حال تباه |  | ظالم مظلوم کش هم تا ابد جاوید نیست       |
| وای بر شهری که در آن مزد مردان درست  |  | از حکومت غیر حبس و کشتن و تبعید نیست     |

زندان قصر ۱۳۱۸

### خواندن اشعار فرخی
علی شیرازی (خواننده سنتی) هشت قطعه از اشعار فرخی را به صورت آواز و ضربی برای فیلم مستند فرخی یزدی به کارگردانی هومن ظریف اجرا کرد. البته هشت قطعه آوازی و ضربی شیرازی متفاوت با موسیقی تیتراژ فیلم است که آن را گروه موسیقی خورشید سیاه به‌طور جداگانه اجرا کرده است.